# Gardabani (Region)
Gardabani (georgisch გარდაბანი) war eine historisch-geografische Region Georgiens innerhalb von Niederkartlien. Ihr Zentrum war die Stadt Chunani. Gardabani umfasste teilweise die Einzugsgebiete der Flüsse Zəyəmçay, Tovuzçay und Aghstafa in heutigen Aserbaidschan sowie die der Flüsse Chrami und Algeti im heutigen Georgien. Dabei war die nördliche Grenze der Region der Fluss Kura und die südliche Grenze der Fluss Zəyəmçay. In der Antike und im Frühmittelalter gab es auf dem Gebiet Gardabanis das Saeristawo Chunani. Im 8. Jahrhundert beteiligte sich das Volk der Gardabani aktiv an der Innenpolitik des Fürstentums Kachetien, wie später 837 bis 881 die Machtübernahme der aus Gardabani stammende Donauri-Dynastie im Fürstentum Kachetien zeigt. Seit der Entstehung Fürstentums Kachetien im 8. Jahrhundert umfasste es neben dem eigentlichen Gebiet Kachetiens auch die Regionen Gardabani und Kucheti. Nach der Vereinigung des Königreichs Georgien gehörte Gardabani im 12. und 13. Jahrhundert zum Saeristawo Gagi.
Der Name Gardabani ähnelt dem Namen der südöstlich benachbarten armenisch-albanischen Provinz Gardman. Die gemeinsame Herkunft der Namen ist unbestreitbar und zeugt von ihrer politischen und möglicherweise ethnischen Einheit über einen bestimmten Zeitraum. Dabei hat der Name „Gardabani“ eine georgische Etymologie und bedeutet etwa „äußere Siedlungen“ (georgisch გარე დაბანი, gare dabani), was seiner geografischen Lage im Königreich Iberien entspricht. Laut Angaben von Leonti Mroweli, die heute als Legende gelten, ist der Name Gardabani jedoch mit dem Namen des Ethnarchen Gardabos verbunden, dem sein Vater – der georgische Ethnarch Kartlos – das Gebiet von Gardabani zur Herrschaft übergeben hat.
Die moderne georgische Stadt Gardabani und die zugehörige Munizipalität Gardabani ist nach der historischen Region benannt, obwohl sie nur ein Grenzgebiet deren ist.